# Ernst Samuel Geiger
Ernst Samuel Geiger (* 1. Februar 1876 in Turgi; † 16. Dezember 1965 in Villeneuve, heimatberechtigt in Brugg) war ein Schweizer Maler und Holzschneider.

## Leben und Werk
Geiger war der Sohn des Weinhändlers Ulrich und der Sophie, geborene Schwarz. Seine Schwester Marie war die Mutter von Max Bill.
Geiger besuchte von 1892 bis 1896 die Alte Kantonsschule Aarau, wo er ein Mitschüler von Albert Einstein war und bei Max Wolfinger Zeichenunterricht bekam. Anschliessend studierte er an der ETH Zürich Forstwirtschaften, wo er u. a. von Auguste Forel, Albert Heim und Gustav von Bunge unterrichtet wurde. Geiger doktorierte 1900 an der Universität Zürich mit der Dissertation Das Bergell. Forstbotanische Monographie, in Soglio. In den folgenden Jahren unterrichtete Geiger im In- und Ausland. 1902 kehrte er in die Schweiz zurück und erwarb das Bezirkslehrerpatent. 1904 war er ein Gründungsmitglied der Sektion Aarau der Gesellschaft Schweizerischer Maler und Bildhauer (GSMBA). Weitere Studien führten ihn nach München und Paris.
Bei Cuno Amiet erlernte Geiger die Holzschnitttechnik, und als sich bald darauf die ersten Ausstellungserfolge einstellten, entschloss er sich 1906 für die Künstlerlaufbahn. Geiger lebte ab 1908 in Bern, wo er die Philologin Maria Bockhoff heiratete. Diese litt an Tuberkulose und verstarb 1921 bei der Geburt ihres zweiten Sohnes. Mit ihrem Tod verschwand Geigers Wunsch, als Maler auch international den Durchbruch zu schaffen. Geiger schuf von 1905 bis 1941 70 Exlibris. Für deren Herstellung wählte er die Holzschnitttechnik.
Geiger wurde Zentralsekretär der Schweizerischen Künstlergesellschaft, die zu dieser Zeit von Ferdinand Hodler präsidiert wurde. Als solcher hatte er Kontakt zu den verschiedensten Schweizer Künstlern. 1911 erhielt er ein Eidgenössisches Kunststipendium und zog mit seiner Familie auf den «Kapf» oberhalb von Twann. Hier schuf er zahlreiche Seelandschaften, die ihn in der ganzen Schweiz bekannt machten.
Dank einem Erbanteil konnte Geiger 1918 den «Hof» in Ligerz erwerben. Geigers Neffe Max Bill hielt sich oft bei der Familie auf. So malte Bill 1927 ein Zimmer aus, das bei einem späteren Umbau jedoch zerstört wurde. Sein Onkel Erwin Bill war nach seiner Frühpensionierung 1931 nach Ligerz gezogen, wurde dort Gemeindeschreiber und später Gemeindepräsident.
Von 1920 bis 1925 lebte Geiger oberhalb von Locarno in Monti della Trinità und in Como. 1926 kaufte er sich ein Atelierhaus bei Porto Ronco. In dieser Zeit unterstützte er Antoinette de Saint Léger finanziell. Als Geigers Schülerin und Schwiegertochter, die Handweberin und Textilgestalterin Clara Geiger-Woerner, in den 1930er-Jahren eine Handweberei in den ungenutzten Räumen seines Anwesens einrichtete, war unter ihren Praktikantinnen auch Margaretha, geborene Fahrer, die Geiger 1937 heiratete und mit der er zwei Söhne hatte. Die Schulpflicht seiner Söhne und sein Alter veranlassten ihn, sesshafter zu werden. So schrieb er vermehrt Artikel für Zeitungen und nahm in den dreissiger Jahren eine Stellvertretung als Zeichenlehrer in Biel und Twann an.